# Інститут енергетики та систем керування
Інститут енергетики та систем керування Національного університету «Львівська політехніка» (ІЕСК) — навчально-науковий структурний підрозділ.

## Загальна інформація
Інститут засновано в листопаді 2001 року внаслідок структурної реорганізації електроенергетичного, електромеханічного та теплотехнічного факультетів Львівської політехніки.
Він об'єднує дев'ять кафедр та Спеціальне конструкторське бюро електромеханічних систем. На цих кафедрах працюють понад 20 докторів наук, професорів та понад 100 доцентів, кандидатів наук. Інститут має понад 25 навчально-наукових лабораторій.
Підвищенню ефективності навчання сприяє широке залучення студентів до участі в наукових роботах, які ведуться у спеціальному конструкторському бюро електромеханічних систем, науково-дослідних лабораторіях із важливих напрямів розвитку і вдосконалення електроенергетики й електропостачальних систем, електромеханотроніки, автоматизованих систем керування та ін.
Найкращі студенти інституту за інтегрованими навчальними планами навчаються в Гіссенському університеті (Німеччина) з отриманням після захисту двох дипломів(українського та іноземного), а також з цього ж університету наші студенти отримують міжнародну стипендію Леонарда Ейлера.

## Кафедри
В складі інституту є такі кафедри:

### Автоматизації та комп'ютерно-інтегрованих технологій
Вул. Устияновича 5, корпус 10, 3-й поверх.

Завідувач кафедри: д.т.н., проф. Матіко Федір Дмитрович.

### Електричних машин і апаратів
Вул. С.Бандери 12, головний корпус, кімната 123, 117.

Завідувач кафедри: д.т.н., проф. Ткачук Василь Іванович.

### Електричних систем та мереж
Вул. С.Бандери 28а, корпус 5, кімната 308 а, б.

Завідувач кафедри: к.т.н., доц. Лисяк Георгій Миколайович.

### Електричних станцій
Вул. С.Бандери 28, корпус 5, кімната 401.

Завідувач кафедри: д.т.н., проф. Сегеда Михайло Станкович.

### Електропостачання промислових підприємств міст та сільського господарства
Вул. С.Бандери 28а, корпус 5, кімната 203.

Завідувач кафедри: д.т.н., проф. Маліновський Антон Антонович.

### Електроприводу і комп'ютеризованих електромеханічних систем
Вул. С.Бандери 12, головний корпус, кімната 131.

Завідувач кафедри: д.т.н., проф. Лозинський Орест Юліанович

### Охорони праці
Пл. Св. Юра 5, корпус 3, кімната 309.

Завідувач кафедри: к.т.н., доц. Кіт Юрій Володимирович.

### Теоретичної та загальної електротехніки
Вул. С.Бандери 12, головний корпус, кімната 131.

Завідувач кафедри: д.т.н., проф. Стахів Петро Григорович.

### Теплотехніки і теплових електричних станцій
Вул. Устияновича 5, корпус 10, кімната 201.

Завідувач кафедри: д.т.н., проф. Мисак Йосиф Степанович.

## Науковці та викладачі інституту
- Кіт Юрій Володимирович — завідувач кафедри ОП, кандидат технічних наук, доцент;
- Харчишин Богдан Михайлович — директор СКБ ЕМС, кандидат технічних наук;
- Лисяк Георгій Миколайович — декан повної вищої освіти, кандидат технічних наук, доцент;
- Маліновський Антон Антонович — завідувач кафедри ЕПМС, доктор технічних наук;
- Мисак Йосип Степанович — завідувач кафедри ТТЕС, доктор технічних наук, професор;
- Пістун Євген Павлович — завідувач кафедри АВКТ, доктор технічних наук, професор;
- Сегеда Михайло Станкович — завідувач кафедри ЕС, доктор технічних наук, професор;
- Стахів Петро Григорович — завідувач кафедри ТЗЕ, доктор технічних наук, професор;
- Ткачук Василь Іванович — завідувач кафедри ЕМА, доктор технічних наук, професор;
- Варецький Юрій Омелянович — завідувач кафедри ЕСМ, доктор технічних наук, професор;
- Маляр Василь Сафронович — професор кафедри ТЗЕ, доктор технічних наук, професор;
- Марущак Юрій Ярославович — професор кафедри ЕПК, доктор технічних наук, професор;
- Міняйло Олександр Семенович — професор кафедри ЕС, доктор технічних наук, професор;
- Щур Ігор Зенонович — професор кафедри ЕПК, доктор технічних наук, професор;
- Івасик Ярослав Федорович — доцент кафедри ТТЕС, кандидат технічних наук, доцент;
- Комаров Веніамін Іванович — доцент кафедри ОП, кандидат технічних наук, доцент;
- Крих Ганна Бориславівна — доцент кафедри АВКТ, кандидат технічних наук, доцент;
- Матіко Федір Дмитрович — доцент кафедри АВКТ, кандидат технічних наук, доцент;
- Турковський Володимир Григорович — доцент кафедри ЕПМС, кандидат технічних наук, доцент;
- Паньків Христина Володимирівна — голова профбюро студентів ІЕСК;
- Шепітчак Володимир Богданович — заступник голови Комісії колегії та профкому студентів і аспірантів.

## Випускники
- Мисик Тарас Ігорович — старший солдат Збройних сил України, учасник російсько-української війни, загинув 2014 року під Зеленопіллям.

## Адреса
Вул. С.Бандери, 12, Львів, 79013 

Головний корпус, кімната 127